# 仮面ライダーカブトの登場仮面ライダー
仮面ライダーカブトの登場仮面ライダー（かめんライダーカブトのとうじょうかめんライダー）では、特撮テレビドラマ『仮面ライダーカブト』、およびその関連作品に登場する「仮面ライダー」について記述する。
劇場版のゲスト仮面ライダーについては各作品の項目を参照。
劇中では基本的に「仮面ライダー」という呼称は用いられず、「マスクドライダー」または「ライダー」と呼ばれる。ただし1度だけ、地獄兄弟の矢車が「仮面ライダードレイク」という呼び名を使っている。

## コンセプト
『仮面ライダーカブト』のキャラクター制作にあたって、最初に決められたのは「変身ベルトを使用する」ということであった。前年の『仮面ライダー響鬼』における変身アイテムは、どれもベルトではなかったからである。また、鬼をモチーフとする異色作だった『響鬼』は一部から強い支持を受けた半面、風当たりも強かったので、バンダイは昆虫モチーフの導入を強く推奨した。昆虫を題材とするのは、昭和仮面ライダーシリーズの定番だった手法である。その一方、『響鬼』で好評だったサポートメカ「ディスクアニマル」の要素は継承されることとなり、昆虫型メカ「ゼクター」をベルトにセットして変身するという方向性が定まっていった。
主役には子供たちに最も人気のある昆虫であるカブトムシを据えることとなったが、このモチーフのヒーローキャラクターは、すでに相当な数が登場していた。昭和ライダーには『仮面ライダーストロンガー』、近いところでは前々作『仮面ライダー剣』があり、ライダー以外にも目を向ければ『重甲ビーファイター』『ビーファイターカブト』がある。主役以外ならば『忍風戦隊ハリケンジャー』に登場した「ゴウライジャー」も該当する。これら先行するキャラクターとの差別化のために取り入れられたのは、「昆虫をまるごと頭部にあしらう」デザインコンセプトであった。従来の仮面ライダーでは昆虫の特徴的なパーツを厳選したうえで意匠としており、頭に昆虫をそのまま載せるのはスーパー戦隊シリーズのデザイン手法なのだが、それを敢えてライダーで実行することで斬新さを打ち出したのである。
また、白倉伸一郎プロデューサーは作品に取り入れるべき昆虫の特徴として、「群れ」の概念を提唱した。敵方では緑色の「ワーム」が集団を成し、その中に各話のゲスト怪人がいる。ヒーロー側では大勢の戦闘員「ゼクトルーパー」が部隊を形成し、その中に仮面ライダーがいる。このような「群れ対群れ」の構図は、児童誌における新作発表のイラストにも描かれ、作品コンセプトを強く物語っていた。
だが、単に群れるだけではライダーが埋没してしまうので、どこかで怪人と一対一で向き合わせる必要がある。そこで白倉は、第2の昆虫的な特徴として脱皮を取りあげた。仮面ライダーは装甲を脱ぎ捨てて第2形態となり、怪人と超高速戦闘を行うのである。ところがマーケティングの結果で、装甲の取り外しを行う玩具は子供たちにあまり人気がないことが判明した。当時のバンダイはフィギュアのパーツを脱着する「装着変身」を販売していたが、これは大人向けの商品だった。そこで制作スタッフは、別のバンダイの商品である「キーボッツ」に着目し、その「鍵をひねるとパーツが吹き飛ぶ」というシステムを発展させて取り込むことにした。2段変身の際に装甲をはじき飛ばす「キャストオフ」のギミックは、映像作品での演出としても爽快感のあるものとなり、視聴者の興味を引くこととなった。なお、子供がフィギュアで遊ぶ際は下半身を握るので、キャストオフではじけ飛ぶ装甲は上半身部分だけになっている。裏を返せば、ギミックのない下半身は各ライダー共通の造形でよいわけであり、デザイン作業もはかどることとなった。
当初は、天道と加賀美以外の資格者は次々と変わるようにする予定で、ザビーだけでなく後発のガタックを際立たせると同時に差別化するものであったが、ザビーの資格者が変遷していったところ、訳が分からなくなり、ドレイク以降は一人のみとなった。

## 共通設定
本作品における仮面ライダーとは、宇宙からの侵略者ワームに対抗するため、秘密組織ZECTが開発したシステムによって変身する戦士のことである。

### マスクドライダー計画
劇中の主な舞台となる2006年を現在として35年前、隕石に乗って宇宙生物ネイティブが地球へと到来した。ネイティブたちは敵対種族ワームがやがて地球に侵攻してくることを予期しており、一部の地球人類と手を組んで、対ワーム用の戦士を開発するマスクドライダー計画を立ち上げた。計画のファイルナンバー1に記載された日付「1971年4月3日」から研究が始まったものと思われる。
マスクドライダーの開発はZECTの前身機関によって行われ、そこには加賀美陸や、天道総司の実の父親である日下部が名を連ねていた。表向きは地球人類に友好的なネイティブたちが、その陰で地球を支配しようと企んでいることを察した加賀美陸と日下部は、ワームだけでなくネイティブをも殲滅させるための暴走システムを秘密裏に準備した。19年前、1987年の日付のファイル18に収録されたライダーシステムの設計図には、踊り出したら止まらない呪いを描いた童話になぞらえて『赤い靴』と名づけられた暴走システムが組み込まれている。
しかし18年前、日下部は叛意をネイティブに見抜かれ、妻ともども殺害される。そして2体のネイティブが日下部夫妻に擬態し、なり替わった。
7年前、渋谷に隕石が落下し、そこからワームが現れた。擬態日下部夫妻は偶然にも現場にいたため、ビルの崩壊に巻き込まれて死亡した。渋谷隕石により荒廃した地域にはエリアXと呼ばれる研究施設が作られ、そこでマスクドライダーの開発が続けられた。

### ゼクター
ゼクターとはマスクドライダーシステムの心臓部となる昆虫型メカで、それぞれ独自の意志を持っている。ゼクターに選ばれた資格者だけが、ライダーシステムを使用できるのである。外見はそのゼクターによって変身するライダーのモチーフとなる昆虫や甲殻類に準じている。
通常時はZECT本部にて待機しているが、有事の際にはその資格者の元へジョウントで瞬時に移動し、資格者が身に付けた基部パーツに装着することで、資格者に生成された戦闘強化スーツ・マスクドアーマーを装着させてマスクドライダーへと変身させる。
ゼクターはZECTが開発したシステムだが、ZECTの構成員が資格者として選ばれるとは限らず、組織外の人物や、擬態したワームまでも対象に含まれている。これはゼクターの意思によるものと思われるが、組織としてコントロール不能なシステムを設計したのかは不明である。
またゼクターには、ネイティブを資格者として認識する機能も備わっていると考えられる。ネイティブはワームの殲滅と並行して、地球人類を自分たちの同族に変える計画を進めていたことから、残った人類を倒すために自らライダーとなることを企てていたものと思われる。
- 前作『響鬼』のディスクアニマルを変身ベルトに発展させ、「主人公の相棒」という設定は、後継企画の『W』のメモリガジェットや『フォーゼ』のフードロイドでも踏襲されていった[15][16]。大ヒットした『仮面ライダー555』のファイズドライバーがガチャガチャ触れるギミックがいいというものから、昆虫版のファイズドライバーとして、虫の角とガチャガチャ動かすスロットルレバーをリンクさせるというコンセプトとなった[15]。

### マスクドフォーム / ライダーフォーム
マスクドライダーたちは一部の例外を除き、マスクドフォームとライダーフォームという2つの姿を持つ。
マスクドフォーム
肉弾戦能力に優れた第1変身形態。パンチ力とキック力はライダーフォームを上回っており、ワームのサナギ体に対して専用武器でダメージを与えることが可能だが、物量戦では決定打には至らない。
未知の金属ヒヒイロノカネでできた強化装甲マスクドアーマーが上半身を覆っており、ファンデルワールス力によって内部のライダーアーマーと分子結合している。
マスクドアーマーを脱ぎ捨てるキャストオフの操作によって、ライダーフォームへと変化する。その際、初速2000m/sでアーマーが吹き飛ぶことで付近にいる敵にダメージを与えることができる。

ライダーフォーム
格闘戦に長け、瞬発力に優れた第2変身形態。タキオン粒子を体に巡らせて時間流を自在に行動するクロックアップにより、ワームの超高速移動に対抗できる。
全身を覆うサインスーツは、強い衝撃や極度の高温・低温から資格者の肉体を保護している。また、スーツ自体にニューロン細胞が備わっており、シナプスで有資格者の肉体と繋がることで、マスクドライダーシステムを第2の皮膚のような感覚で扱えるようにする。
スーツの上に備わった、軽量ながらも頑強な装甲ライダーアーマーはレスポンスバンドによって繋がれており、肉体の反応速度を0.05秒まで引き上げる。
キャストオフの手順を逆にたどるプットオンにより、マスクドフォームに戻ることも可能。
- キャストオフは『イナズマン』に登場するサナギマンがイナズマンに変身するという構想から来ている。
- カブトとガタック以外のライダーのキャストオフ時の演出は、CG処理によるもの。

### クロックアップ
各マスクドライダーが、全身を駆け巡るタキオン粒子によって、時間流を自在に行動可能になる超高速の特殊移動方法。各マスクドライダーのライダーフォームとワーム成虫が持つ能力であるが、ワーム成虫はタキオン粒子由来のものではない。ライダーの場合は腰部のベルト左側にあるスイッチに触れることで、ワームの場合は自らの意思で発動する。スイッチはバックル中心部や左側にあり、ライダーベルトのカブト・ガタック・ダークカブトはプッシュ式のスラップスイッチ、ゼクトバックルの他ライダーはスライド式のトレーススイッチである。

#### クロックアップの特徴
- タキオン粒子の流れる目でなければ視認することは不可能[22]。
- ワームと同様にライダー側から見れば、クロップアップ中は自分たち以外の時間がほぼ止まっているに等しい。
- ライダーの手ライダーパームの掌から放出されたタキオン波動をバイクに送り込むことでマシンにもクロックアップに同調させることが可能[14]。
- 長時間のクロックアップは装着者に負担が掛かるため、ゼクターが数秒で自動的にあるいはライダー自らクロックオーバーする。ライダー・カブトエクステンダー・ガタックエクステンダーはクロックアップ発動時には「Clock Up」、クロックオーバー時には「Clock Over」の電子音声が発声される[注釈 3]。
- クロックアップが解除された後に再度クロックアップを発動することで、連続してクロックアップ可能。

クロックアップの制限時間やその動きの速度、一般人に気配は感知できるのか、長時間のクロックアップが装着者にどのような負担を掛けるのかは説明されていない。
また『仮面ライダーディケイド』および『仮面ライダーウィザード』第52話においては、類似能力である『仮面ライダー555』のファイズ アクセルフォームと拮抗する描写で演出された。ただし、『仮面ライダーディケイド』は「リ・イマジネーション」として構築されており、オリジナルシリーズの再現ではないと梶淳プロデューサーが述べている。

#### ハイパークロックアップ
ハイパーフォーム・ハイパークロックアップ形態時に使用可能な、クロックアップの数十倍のスピードで移動・活動可能な特殊移動方法。速さではカッシスワームの「フリーズ」に及ばないが、現在・過去・未来・異空間を自由・思いのままに行き来することもできる。ハイパーゼクターのスラップスイッチを押すことで発動する。
クロックアップと同様に制限時間があり、発動時には「Hyper Clock Up」、解除時には「Hyper Clock Over」とそれぞれ発声される。ハイパークロックアップした視点からは、クロックアップした物体もスローで視認される。

### ジョウント
ゼクターおよびマイザーボマーが行うことのできる特殊移動方法。時空を分断することにより、密閉空間で無い限りどこにいても資格者の意思に呼応して駆けつける。
- 出典はアルフレッド・ベスターのSF小説『虎よ、虎よ!』に登場する「ジョウント効果」。

### 共通装備
マシンゼクトロン
マスクドライダーシステムの有資格者用に開発されたバイク。
同性能の車両が複数製造されたが、フロントカウル下のフード部分には各ライダーのゼクトマークが描かれており、使用者を識別できるようになっている。テレビシリーズではザビーとドレイクが使用した。なお劇中に登場していないだけで、サソード・パンチホッパー・キックホッパー用の車両も存在するらしい。
通常時は一般車両と同様にガソリンエンジンを使用して走行する。クロックアップ時にはマイクロ波放電式イオンエンジンに動力を切り替えることでECR放電によるプラズマを生成し、イオン加速による高スピードでの移動を可能とする。
車体を包むゼクトロンカウルはマスクドライダーシステムの装甲と同じヒヒイロノカネ製で、チューブレスタイヤもまたマスクドライダーシステムのサインスーツと同様の素材を用いている。
フロントカウルの下部に設けられたハサミ・ゼクトロンピンチは、電磁波を照射して分子振動を引き起こし200メートル先の前方の標的を粉砕する。また車体後部のテールコンテナには攻撃用の飛翔ロケットが搭載されている。
しかし上記の各種機能は、劇中で十分に活用されているとは言い難い。ザビーはマシンゼクトロンを戦いの場への移動手段としてしか用いておらず、ドレイクが披露した車上からの銃撃も車両の特性を活かした戦法というわけではない。これはマシンゼクトロンの開発コンセプトが汎用性を重視したものであり、各ライダーの個性までは考慮していないためである。
- 撮影用車両のベースはホンダ・CBR1000RR。その後『仮面ライダーキバ』に登場する仮面ライダーイクサ用ビークル「イクサリオン」へと改造された。

ゼクトマイザー
マスクドライダーシステムの支援装備として開発された携帯型の特殊武器で、昆虫型破片手榴弾マイザーボマーを無数に撃ち出すことにより、複数の敵を同時に攻撃できる。
使用時には中央部のタッププレートを押すことで、4つの発射口マイザーロードが左右に展開すると同時に、使用者の意思が伝達されてマイザーボマーの射出が開始する。マイザーボマーはジョウントによって次々と補充されるため、弾数に制限はない。撃ち出されたマイザーボマーはクロックアップした成虫体のワームをも追尾し、周囲15メートルの敵を爆発させる破壊力を持つ。
なお本体の形状は全ライダーで共通しているが、マイザーボマーの形状は使用者によって異なり、カブトの場合はカブトムシ型のカブトボマー、ドレイクならばトンボ型のドレイクボマーが発射される。
劇中では、カブトが加賀美を通じて入手し、セクティオワーム配下のワームサナギ体や、ゼクトルーパー相手に使用した。また、ドレイクはフォルミカアルビュスワーム戦で用いている。その他のライダーが使う描写はないが、ガタック・サソード・ザビー用のゼクトマイザーも完成はしていた。
- 元々はゼクターの手下のような存在として設定された。
- プロップは玩具の色替え・改造であることから、同一のスケールとなっている。

## 仮面ライダーカブト
天道総司が変身するマスクドライダー。マスクドライダーシステムの第1号である。カブトムシをモチーフとしている。
その誕生の秘密を知る者からは「太陽の神」の異名で呼ばれる。
フォーム
マスクドフォーム
肉弾戦を得意とする第1形態。
変身に際しては、天道が心の中でカブトゼクターを呼びながら上着をめくってライダーベルトをあらわにすると、カブトゼクターが飛来するので、これを右手でキャッチする。次いで「変身！」と叫びながら右手を振り下ろし、ゼクターをベルト中央のセットアップレールに装着する。ゼクターのセブンダイヤルカバー部分が一瞬赤く発光した後、ゼクターを起点として緑色のハニカム状の光が天道の体に広がっていき、スーツやアーマーを形成する。最後に頭部がアーマーに覆われると、全身から波動エネルギーが放たれ、変身完了となる。
全身を銀と赤に彩られたマスクドアーマーで包まれている。肩部装甲hpポッドの、左側前面にある円形の部分にはカブト専用ゼクトマークが描かれている。両腕のマニュピレーターアームの働きにより、25トンもの重量物を片手で長時間保持できる。
額からV字に伸びるカブトレシーバーは、常人の4倍以上の聴力を有資格者にもたらす。視覚器官コンパウンドアイの色はシアンで、大きな一つ目の形状をしている。
第24話の仮面ライダーサソード戦でプットオンを行ったときは、ライダーフォームの左腕だけをマスクドフォームに戻して、敵の攻撃を受け止めた。
- 撮影用スーツは、それぞれアップ用・アクション用が1着ずつ製作された。ベルクロでパーツを固定することでより簡便に着脱できるようになっている。シリーズ後半では、ダークカブト用にゴーグルが換装できるように改造している。
- 同じカブトムシモチーフである仮面ライダーストロンガーとの差別化を図るため、コンパウンドアイには仮面ライダーG4の目の色でもあったシアンが用いられた。

ライダーフォーム
格闘戦を得意とする第2形態。肉眼では捕捉できないほど高速で移動するクロックアップ能力を備えたワーム成虫体に対抗するため、同様のクロックアップ機能を備えたこの形態で戦う。
変身に際しては、ゼクターホーンを左手で起こすことで、アーマーが浮き上がって発光する。次いで「キャストオフ」と発声しながらゼクターホーンを右に倒すと、ゼクターのセブンダイヤルカバーが赤く光る。そしてマスクドアーマーがはじけ飛び、マスクドフォームの強化チェストに収納されていたカブトホーンが顎のローテートを起点として起き上がる。最後に、カブトホーンに分割されて二つ目となったコンパウンドアイが輝き、変身完了となる。
軽量ながらも頑強なライダーアーマーで身を守っており、ヒヒイロノカネ製の胸部装甲カブトブレストは赤く彩られている。両の手のひらライダーパームからは高周波が放たれており、武器やバイクのハンドルを握る際に圧着して、フィット感を増す。足先のライダーストンパーは、カブトゼクターでチャージアップされたタキオン粒子を波動に変換して、必殺キックの威力を高める。
頭部装甲ボーンシェルメットは、ヒヒイロノカネ・特殊ケミカル繊維・サインスーツの3層構造となっている。そびえたつ角カブトホーンは、マスクドフォーム時のカブトレシーバーと同様に聴力を一般人の4倍以上に高める。額のOシグナルは、ワームのクロックアップによる時間軸の乱れを感知する。カブト自身がクロックアップしていなくとも、コンパウンドアイにはタキオン粒子が流れているので、クロックアップ中の敵を視認できる。
『超バトルDVD』でのみマスクドフォームを介さずに直接変身した。
- 従来のカブトムシをモチーフとしたヒーローとの差別化から角が顎から伸びた形状となっている。
- 撮影用スーツは、テレビシリーズと劇場版撮影が並行して行われることから、スーツが万一破損しても撮影に支障を来さないように、アップ用・アクション用がそれぞれ2着製作された。マスクドフォームからの変形時には、ピアノ線を角の頂点に通して操作することで角が立ち上がるギミックが付いたマスクが本編で数回使用された。

ツール
カブトゼクター
マスクドライダーシステムの心臓部となるカブトムシ型メカ。ジョウント機能を備えており、天道の意思に呼応して瞬時に時空を超えて出現する。
内部の機構を守る背面装甲セブンダイヤルカバーはヒヒイロノカネ製。その縁にあるフライトアクシスを軸に羽を開き、体側部のイオンエンジンを噴射して最高時速950キロメートルで飛行する。またジョウント移動には、脚部のスラスタースリットからタキオン粒子を噴射する。
頭部先端の角ゼクターホーンは厚さ150ミリメートルの鉄板を貫くことができ、全身を回転させることで地中を掘り進むためのドリルにもなる。3本の左足はフルスロットルとよばれる呼ばれるスイッチになっており、ライダーベルトに装着後、順番に押すことでゼクター内部に蓄えられていたタキオン粒子がチャージアップする。
カブトゼクターに有資格者として選ばれた人物が仮面ライダーカブトとなるというのが表向きの筋書きだが、天道の場合はゼクターの選択というよりもむしろ、初めからカブトの資格者となることを運命づけられていたと考えられる。
通常は有資格者に呼ばれて現れるゼクターだが、それとは反対にワームの出現を有資格者に伝えて戦いを促すこともある。カブトゼクターは第14話で食事中の天道を出迎えたり、第31話では買い物袋をゼクターホーンに引っかけて天道を先導している。特に第23話では、ラーメンの屋台を営んでいた天道のもとに現れると、用意されていた麺の生地を一瞬のうちに切って仕上げており、天道はこれを「虫切り麵」と命名していた。
『超バトルDVD』では饒舌に喋っている。
- 撮影用のプロップは、役者用、非可動のもの、キャストオフやライダーキック時に使用されるベルトから外れないスプリング仕掛けのギミックを内蔵したものの計3種が製作された。

ライダーベルト
カブトゼクターを装着して、仮面ライダーカブトに変身するためのベルト。
腰の両横にはアポーツと呼ばれる物質生成装置が3点ずつ設けられており、ゼクターがセットアップされてシステムが起動すると、スーツやアーマーを形成する。またライダーフォーム時、左腰のスラップスイッチに触れることでゼクター内部のタキオン粒子を全身に行き渡らせ、クロックアップを行う。
天道の実の父親である日下部が開発し、日下部が抹殺されたのちは彼に擬態したネイティブが所持していた。7年前、渋谷隕石落下の現場に居合わせたため瀕死の重傷を負った擬態日下部は、「両親の偽者」を見かけて後をつけてきていた天道の姿が目に入ると、オリジナルの日下部の記憶が前面に出て、ライダーベルトを「息子」に託して息絶えた。ZECTの構成員ではなかった天道が、最初からベルトを所持していたのはこのためである。
- プロップは玩具の色替え・改造。ウレタンを革の上に貼り込んだもので、ハーネスで固定される。

カブトクナイガン
ZECTが開発した、仮面ライダーカブトの専用武器。戦況に応じた3つの形態で用いられる。
ジョウントされて送られてくる電子エネルギーを、コアであるエナジーチャンバーに集積させて稼働する。
ライダーキックの初使用となる第2話終盤の以前、ワームはクナイガンによる攻撃で倒されており、またテレビシリーズを通じてワームサナギ体の大多数を葬ったのもクナイガンであった。カブトにとって、クナイガンは単なる小道具ではなく、必要不可欠な武器であったと言える。
ガンモード
主にマスクドフォーム時に使用される銃形態。銃把グリップアダプターを持って構える。
3点式レーザーポインター・ダットサイトで3キロメートル先の敵をも捉え、小型サイクロトロン粒子加速器スナッピングバレルでイオンのビームを収束し、高出力電子管ガンマズルから放つ。
側面のセレクターでセミオート射撃・フルオート射撃の切り替えが可能。また発射されるイオン光弾は、ミドル・ショート・ワイドレンジの3段階に切り替えられる。
アックスモード
主にマスクドフォーム時に使用される斧形態。スナッピングバレルを持って構える。
ガンモードのグリップエンド部に装備された刃先バヨネットアックスをエネルギー電子によって超高熱化し、触れるもの全てを裂断する。
- プロップはアックスのパーツを大型のものに換装することで表現している。

クナイモード
主にライダーフォーム時に使用されるクナイ形態。スナッピングバレルを持って構える。
ガンモードのセレクターの隣にあるフレームストッパーを左右同時に押すことで、クナイフレームが外れて出現する刀身クナイカッターの破壊力は、アックスモードと同等。その刃先からはイオンビームが放たれ、10メートル圏内の敵を切り刻むことができる。

必殺技
ライダーキック
破壊力19トンの必殺キック。
発動に際しては、カブトゼクターのフルスロットルを1・2・3の順に押して、ゼクターホーンを一度マスクドフォーム時の位置まで戻し、ふたたび倒す。すると「ライダーキック」という電子音声が発せられるとともに、ベルトでチャージアップされたタキオン粒子がカブトホーンを経由してライダーストンパーに集まり、波動化するのである。
当初のカブトはクールな声で「ライダーキック」とつぶやきながら敵に背を向け、油断した相手が近寄ってきたところにハイキック気味の後ろ回し蹴りを繰り出していた。テレビシリーズの進行とともに蹴り方が変化し、前回し蹴りが多くなっていった。変則的なパターンでは、カブトエクステンダー エクスモードから放つカウンター気味の跳び蹴りもあった。
なお、ライダーキックには仮面ライダードレイクのライダーシューティングを反射する効果がある。仮面ライダーザビー戦ではこれを利用し、ドレイクが撃ち出したライダーシューティングをカブトがライダーキックで弾き、ザビーへ当てるという連携を披露している。
- スーツアクターの高岩成二は、自ら技を当てに行くのではなく相手からやられに来いという感じで天道総司のキャラクター性を表現している。

アバランチブレイク
カブトクナイガン アックスモードの刃先にエネルギー電子を送り込み、超高温となったバヨネットアックスを横振りして、ワームを両断する。
アバランチシュート
カブトクナイガン ガンモードのイオン光弾を連続発射する。ワームサナギ体ならば、一撃で倒すことができる。
アバランチスラッシュ
カブトクナイガン クナイモードの刃先からイオンビームを放射して、ワームを切り裂く。
主にライダーフォームがクロックアップしているときに用いる。

### 仮面ライダーカブト ハイパーフォーム
仮面ライダーカブトが、ハイパーゼクターの力でライダーフォームからハイパーキャストオフした強化形態。
強化変身に際しては、ジョウントにより時空を超えて飛来したハイパーゼクターをキャッチし、ライダーベルトの左腰に装着する。次いで「ハイパーキャストオフ」と発声しながらゼクターホーンを下げると、ハイパーゼクターも合成音声で「ハイパーキャストオフ」と応え、エネルギーを放出。カブトホーンが大型化し、各部のアーマーがカブテクターへと変化する。最後にコンパウンドアイが発光し、「チェンジハイパービートル」の合成音声が響いて、変身完了となる。
形態
ノーマルモード
胸・背中・肩・腕・脚部に出現した赤いカブテクターは、従来のヒヒイロノカネの2倍の強度を誇る未知の金属ヒヒイロノオオガネで構成されている。右足もまたヒヒイロノオオガネ製のハイパーステップへと強化されている。胸部装甲中央の縦に3つ並んだタキオンフラッシュは、マキシマムライダーパワーの発動時にまばゆく輝く。
水色となったコンパウンドアイは、過去と未来の時空間を見渡すことができる。大型化したカブトホーンは聴力を向上させるだけでなく、自身の居る時間軸の流れを的確にキャッチする機能も備わっている。
- 撮影用スーツは、頭部マスクと手袋はアップ用・アクション用の2種類、スーツはアップ・アクション兼用の1体が製作された。

ハイパークロックアップモード
胸・腕・脚部のカブテクターを展開して金色のタキオンプレートを露出し、エネルギーを解放することで、大気中や真空中を自在に飛行できるようになる。
通常のクロックアップを上回る超高速移動ハイパークロックアップを発動すると、時間を超えることすら可能となる。劇中では、仮面ライダーガタックがキャマラスワームに倒された際に時間遡行して、ガタックが絶命する前に救出したり、あるいは過去のカブト自身を支援したこともあった。
- ハイパークロックアップ形態は展開パーツを換装することで表現しており、胸の展開部のみは簡単に脱着が可能な別パーツとなっている。

ツール
ハイパーゼクター
エリアXで開発されたゼクター。初代ハイパーゼクターは天道総司と高島蓮華によってZECTの研究室から盗み出されたものの、カブトの手に渡るのを阻止しようとする三島正人がケースに仕込んでおいた爆弾を起動したため、木っ端微塵に吹き飛んでしまった。しかし未来で新たに造り直されたハイパーゼクターが時を超えて現れ、カブトの危機を救うこととなった。
本体後部のスラスタースリットからイオンエンジンの噴射を行って時速1,000キロメートルで飛行するほか、タキオン粒子を噴射すればジョウント移動もできる。目にあたる部分は投射装置になっており、空中に映像を表示する。
厚さ300ミリメートルの鉄板をも貫く角ゼクターホーンの付け根にあるホーンアクシスを基点としてチャージアップを行うと、時空内のタキオン粒子を無尽蔵に吸収してエネルギーに変換する。背面のスラップスイッチを押すとライダーの全身にタキオン粒子が行き渡り、ハイパークロックアップが発動する。
使用時に発生するエネルギーが暴走し、使用者や周囲の者を遠隔地や時空の彼方へと転移させてしまうことがある。
- 劇場版に合わせて制作され、玩具の試作前に完成した。スラップスイッチのレンガ色部分はパール塗装を施している。ゼクターホーンはスプリング仕掛けで、玩具同様にベルトに回転して嵌め込む形式となっている。

パーフェクトゼクター
未来のZECTにて開発されカブトのもとに送られてきた、ハイパーフォーム専用となる対ワーム用の究極武器。ジョウント機能により、カブトが必要とした際に時空を超えて出現する。
単体でも使用できるが、ザビーゼクター・ドレイクゼクター・サソードゼクターの3つを合体させて、それぞれの能力を発動できる。さらに、3つのゼクターを同時に合体させるオールゼクターコンバインも可能である。
この特徴を最大限に活かすため、パーフェクトゼクターによる各ゼクターの召喚はマスクドライダーの変身よりも優先されており、劇中ではレプトーフィスワーム戦でサソードゼクターを呼び寄せたことで、仮面ライダーサソードの変身を解除させている。一歩間違えれば戦闘中の仲間を危険にさらすことになるため、この機能を使いこなすには的確な状況判断が求められると言える。
カブト ハイパーフォームが振るうことで多くの敵を撃破していったパーフェクトゼクターだが、グリラスワームとの最終決戦で破壊された。
ソードモード
剣形態。この状態で飛来してくる。
グリップとなるパーフェクトボディーはヒヒイロノオオガネ製。鍔元にはフルスロットルと呼ばれる4色のボタンがあり、それぞれ押すことで対応するゼクターのエネルギーをパーフェクトゼクター本体に充填させる。
金色の刀身にはゼクターを合体させるための凹凸部が設けられており、根本部分のセットアップホルダー上部がドレイクゼクター、同じく下部がサソードゼクター、先端部分のセットアップサークルがザビーゼクターに対応している。
ガンモード
銃形態。パーフェクトボディーを折り曲げ、鍔を折りたたむことで変形する。
- 変形は柄の部分から露出したアルミの角棒をネジ留めすることで表現している。パーフェクトモードにセットされるゼクターは新規造形で、カラーリングを変更して脱着ジョイントを設定し、従来のプロップより縮尺を変え、拡大したものとなっている。

必殺技
仮面ライダーカブト ハイパーフォームはキック技に加えて、パーフェクトゼクターの各形態を使い分けることでさらに10種類の必殺技を発動できるが、そのうち4種類は劇中未使用である。これは、各ゼクターの能力を効果的に発揮できる技を優先的に選択した結果であると考えられる。
ハイパーライダーキック
マキシマムライダーパワーを発動してタキオン粒子エネルギーを解放し、破壊力30トンのキックで敵を原子崩壊させる。
ハイパーブレイド
パーフェクトゼクター ソードモード単体の技。
カブトパワーを発動し、エネルギー刃で広範囲の敵を斬り裂く。
ハイパースティング
パーフェクトゼクター ソードモードにザビーゼクターを合体させたときの技。
ザビーパワーを発動し、タキオン粒子を波動に変換して放つエネルギー波で敵を撃破する。
ハイパーアックス
パーフェクトゼクター ソードモードにドレイクゼクターを合体させたときの技。
劇中未使用。
ハイパースラッシュ
パーフェクトゼクター ソードモードにサソードゼクターを合体させたときの技。
サソードパワーを発動し、高濃度のポイズンブラッドを帯びたエネルギー刃で敵を連続して斬り裂く。
マキシマムハイパータイフーン
パーフェクトゼクター ソードモードのオールゼクターコンバイン状態の技。
巨大なエネルギー刃で敵を一掃する。
ハイパーキャノン
パーフェクトゼクター ガンモード単体の技。
劇中未使用。
ハイパーレイザー
パーフェクトゼクター ガンモードにザビーゼクターを合体させたときの技。
劇中未使用。
ハイパーシューティング
パーフェクトゼクター ガンモードにドレイクゼクターを合体させたときの技。
ドレイクパワーを発動し、エネルギー弾が6つに分裂して敵を追尾する。
ハイパーウェイブ
パーフェクトゼクター ガンモードにサソードゼクターを合体させたときの技。
劇中未使用。
マキシマムハイパーサイクロン
パーフェクトゼクター ガンモードのオールゼクターコンバイン状態の技。
放たれるエネルギー波は凄まじい反動を伴うため、ハイパークロックアップモードにチェンジしなければ耐えられない。

### 仮面ライダーカブトの専用ビークル
カブトエクステンダーは、マスクドライダーシステム有資格者のために開発された特殊強化オートバイ。
劇中への初登場時は天道の救援に向かう加賀美が運転していたが、天道が変身した仮面ライダーカブトに乗り去られ、そのまま天道の愛車となった。
マスクドモード
第1形態。ワームとの戦闘で活躍する以外に、天道の日常でも活用されており、特に第4話ではサバを運搬するという仮面ライダーのマシーンとしては珍しい使われ方をしていた。
通常時はガソリンを動力として走るが、緊急時にはマイクロ波放電式イオンエンジンを作動させてECR放電でプラズマを生成し、イオン加速により高速走行することもできる。
赤い外装エクスカウルは、仮面ライダーカブトの装甲と同じヒヒイロノカネ製。チューブレスタイヤもまた、カブトのサインスーツと同様の素材を帯状に巻いて造られている。
車体前方には、高輝度のマルチリフレクターと軽量ゴルドレンズを組み合わせたラインビームタイプのヘッドライトを2個装備。ライトの間から伸びるアンテナ・エクスウイングで仮面ライダーカブトの意思を受信し、無人自動走行を可能としている。またエクスウイングには、ヴォーテックス現象を防ぎ走行を安定させる役割もある。
車体後部のテールビューには、ガルヴォルン製サイレンサーつきのテールパイプが2本と、高輝度LEDを用いたテールウインカー、テールランプが備わっている。さらに、帆を打ち出すブレーキシステム「ソーラーセール」も搭載されている。
- 撮影用車両のベース車種は、ホンダ・CBR1000RR。

エクスモード
カブト ライダーフォームに対応した第2形態。左右に分離した前輪の間から伸びる突進棒エクスアンカーと、やや前方に傾いた車体を外見上の特徴とする。
マイクロ波放電式イオンエンジンを作動させ、前輪に主動力を移すことでマスクドモード以上の速度を出すことができる。搭乗者のカブトと同時にマシーン自体もクロックアップするほか、垂直な壁面の走行や、飛行までも可能である。また、頑強な車体は大気圏突入時の高熱にも耐えられる。
変形に際しては、カブトの意思に呼応してタンクに収納されていたコントロールパネルがせりあがってくるので、これを操作してキャストオフを行う。するとエクスカウルがはじけ飛び、前輪が左右に分離する。次いで本体内部に収納されていたエクスアンカーが前輪の間に据えられ、伸長することで変形完了となる。
ヒヒイロノカネで造られたエクスアンカーは、地面に叩きつけて地割れを起こしたり、先端を射出して標的を串刺しにするほか、ライダーキックを加速させる踏み台として使うこともできる。
本体前方には光子ビームライトが備わっており、夜間や暗所の高速移動を補助する以外に、波長を変えることで高エネルギーのパルスビームを照射し、障害物を粉砕する。

## 仮面ライダーガタック
加賀美新が変身するマスクドライダー。マスクドライダーシステムの第5号である。クワガタムシをモチーフとしている。
実戦に投入された時期は比較的遅かったが、開発そのものは仮面ライダーカブトと並行して、マスクドライダー計画の初期から進められていた。
開発ファイルには「戦いの神」の異名で記載されており、マスクドライダーの中でも飛びぬけて戦闘能力が高い。
フォーム
マスクドフォーム
第1形態。パワーに特化したフォームではあるが、ガタックはこの姿でもかなり機敏であり、第22話ではタランテスワーム パープラ、ブラキペルマワーム ビリディスの2体を相手に格闘戦で圧倒している。
変身に際しては、加賀美の意思に呼応して飛来したガタックゼクターを右手でつかみ、「変身」と叫びながらライダーベルトにセットする。ゼクターが「変身」と電子音声で復唱すると、青白い複眼状の光がベルトを中心に広がっていき、アーマーとなって全身を覆う。最後にコンパウンドアイが赤く発光して、変身完了となる。
銀と青に彩られたマスクドアーマーで身を固めており、両腕のマニュピレーターアームの働きにより、25トンもの重量物を片手で長時間保持できる。
両肩には専用火器ガタックバルカンを装備しており、ジョウントによってチャージされたイオンビーム光弾を毎分5,000発、撃ち出すことができる。また、エネルギーを圧縮することによりプラズマ火球弾を放つことも可能で、1キロメートル圏内の物質を高温と高圧で消滅させる。
額からV字に伸びるガタックレシーバーは、常人の4倍以上の聴力を有資格者にもたらす。赤い視覚器官コンパウンドアイは、2キロメートル離れた目標物も瞬時に判別する。
- 撮影用スーツは、1体が制作された。眼のゴーグルはアクションに応じてコンバージョンで変更することが可能。ガタックバルカンは胸パーツと一体となっており、砲身が固定されているため、芝居で動かしているように見せている。ガタックホーンはアクション時に支障を来さないように小さめに作られている。

ライダーフォーム
スピードと格闘能力に長けた第2形態。
変身に際しては、ライダーベルトに装着されているガタックゼクターのガタックホーンを開くと、肩・腕・胸・頭部の順にマスクドアーマーのロックが外れていく。次いで「キャストオフ」と発声しながらゼクターホーンを逆側に倒すと、マスクドアーマーがはじけ飛ぶ。両顎のローテートを基点として2本のガタックホーンが頭部に起立し、コンパウンドアイと額のOシグナルが発光。最後にガタックゼクターが「チェンジスタッグビートル」と発声して、変身完了となる。
軽量ながらも頑強なライダーアーマーで身を守っており、ヒヒイロノカネ製の胸部装甲ガタックブレストは青く彩られている。両の手のひらライダーパームからは高周波が放たれており、武器やバイクのハンドルを握る際に圧着して、フィット感を増す。足先のライダーストンパーが衝撃を吸収するため、500メートルの高所から飛び降りてもダメージを受けない。
頭部装甲ボーンシェルメットは、ヒヒイロノカネ・特殊ケミカル繊維・サインスーツの3層構造となっている。頭側部からそびえたつ2本の角ガタックホーンは、聴力を一般人の4倍以上に高める。額のOシグナルは、ワームのクロックアップによる時間軸の乱れを感知する。
- 撮影用スーツは、スーツが1体、マスクはアップ用・アクション用の2つが制作された。カブト同様、キャストオフ時のギミック付きのマスクが制作された。ピアノ線を通す金属管が頭頂部にあり、二人のスタッフが左右からピアノ線を操作して角を押し上げる方式となっている。

ツール
ガタックゼクター
マスクドライダーシステムの心臓部となるクワガタムシ型メカ。ジョウント機能を備えており、加賀美の意思に呼応して瞬時に時空を超えて出現する。
尾部には2門のイオンエンジン噴射口が設けられており、最高時速990キロメートルで飛行する。6本の脚部はスラスタースリットとなっており、タキオン粒子を噴射してジョウント移動を行う。
2本の角ゼクターホーンは、厚さ150ミリメートルの鉄板をも貫く。ボディ後部のスイッチはフルスロットルと呼ばれるもので、3回押すことでゼクター内部のタキオン粒子が解放され、チャージアップされる。
仮面ライダーガタックの有資格者を選ぶ性質があるが、気性が荒いために不適格とみなした候補者を次々と負傷させた。加賀美にも一度は傷を負わせたが、有資格者として認めてからは素直に力を貸すようになった。1971年の「マスクドライダー計画」ファイルには「戦いの神、ガタックに選ばれし人、加賀美新」と記載されており、加賀美が有資格者に選ばれることは35年前から決められていたのである。
加賀美がワームに擬態された少年と野球勝負に及んだ際には自らの意志で応援に現れ、加賀美の敗北を見届けると帰っていった。
ネイティブとの最終決戦の後、加賀美の手を離れると、カブトゼクターとともにどこかへ飛び去って行った。
『超バトルDVD』ではカブトゼクターと同様に饒舌に喋っている。
- 撮影用プロップは、可動ギミックがあるものと電飾付きのものが用意された。

ライダーベルト
ガタックの変身ベルト。カブトのものと同型だが一部の配色や背中のベルト留めが異なる。
加賀美がタランテスワーム パープラに瀕死の重傷を負わされた際、何者かが加賀美の腰に取りつけたものを、そのまま使用している。
ガタックダブルカリバー
仮面ライダーガタック ライダーフォームの専用武器としてZECTが開発した、双剣型カッター。敵に斬りつけるだけでなく刺突に使うこともでき、さらに防御に用いても優秀な万能武器である。
刃に金色のラインが引かれた右手用の剣は、プラスの荷電粒子エネルギーを帯びたプラスカリバー、銀色のラインが引かれた左手用の剣は、マイナスの荷電粒子エネルギーを帯びたマイナスカリバーと呼ばれる。双方のグリップには、ジョウントによって無尽蔵に送られてくる電子エネルギーを集積するエナジーチャンバーが設けられている。
プラスカリバーとマイナスカリバーの破壊力に差はなく、また使い方も同じである。斬撃を放つ際には外刃を用い、銃弾などを防ぐ際には刃全体を使う。
カリバーフルカムをジョイントとして左右の剣を合体させれば、蝶番式に敵を挟み込める機構となり、クワガタムシの大顎のような内刃に生えた3対の突起によって敵を強固にホールドする。
- 撮影用プロップは、アップ用・アクション用・超アクション用の3種が制作され、実際に装着・取り外しが可能となる。アップ用は左右のパーツを実際に合わせて使用することから、ダブルカリバー状態のプロップは制作されていない。

必殺技
ライダーキック
助走をつけて跳躍した後、素早く空中回転しながらボレーキックを放つ。タキオン粒子を波動に変換することにより、破壊力は19トンに及ぶ。
ライダーカッティング
ガタックダブルカリバーを合体させてハサミ状の武器に変え、刃先からイオンエネルギーを生成して、周囲30メートル内の敵を切り裂く。
エクステンドライダー落とし
空中からガタックエクステンダー エクスモードを地上の敵へと突撃させ、さらにガタックのキックで後押しする。

### 仮面ライダーガタック ハイパーフォーム
『仮面ライダーカブト 超バトルDVD 誕生！ガタックハイパーフォーム!!』に登場する、仮面ライダーガタックの強化形態。映像作品以外では、PS2版『仮面ライダーカブト』にも登場している。
カブトのようにハイパーフォームになりたいと願った加賀美が、しゃべりだしたゼクターたちの言葉を真に受けて、天道になりきろうとする騒動の果てに強化変身を実現させた。
形態
ノーマルモード
胸部装甲がヒヒイロノオオガネ製のガタックプロテクターへと強化されており、その中央部は赤く彩られている。
従来よりも巨大になった頭部のガタックホーンは、荷電粒子エネルギーを集中すれば、挟み込んだ敵を両断する武器にもなる。
ハイパークロックアップモード
ガタックプロテクターを展開して金色のタキオンプレートを露出し、エネルギーを解放することで、大気中や真空中を自在に飛行できるようになる。
タキオン粒子の流れに乗るハイパークロックアップを発動すると、過去や未来にも自在に行き来することができる。
- 撮影用スーツは、ライダーフォームの角を切り落として新規造形の角を付け、パーツをプロテクターの上にさらに取り付けている。

ツール
ハイパーゼクター
未来から飛来した2つ目のハイパーゼクター。
必殺技
ハイパーライダーキック（ハイパーキック）
マキシマムライダーパワーで強化された、破壊力30トンの必殺キック。

### 仮面ライダーガタックの専用ビークル
ガタックエクステンダーはZECTが開発した、仮面ライダーガタックの有資格者専用オートバイ。
劇中への初登場は第22話のラストシーンで、このときはゼクトルーパーが運転していた。続く第23話にて、ジオフィリドワームとの戦闘を終えた加賀美が駐車状態のガタックエクステンダーに気づき、そのまま取得した。ZECTの使者がその場に置いていったものと思われるが、なぜ加賀美に一言も告げず車体だけ残して立ち去ったのかは不明である。
マスクドモード
通常走行時の第1形態。市販車にカモフラージュするような機能はなく、加賀美は普段からこのままの形態で愛用している。
エネルギー源は一般車と同じくガソリンであるが、エクスモード用に搭載されているマイクロ波放電式イオンエンジンに動力を切り替えれば、ECR放電によるプラズマを生成して、イオン加速により高速走行することもできる。
青い外装エクスカウルは、マスクドライダーシステムの装甲と同じヒヒイロノカネ製。チューブレスタイヤもまた、マスクドライダーシステムのサインスーツと同様の素材を帯状に巻いて造られている。
車体前方には、ラインビームタイプのヘッドライトを3連で装備。その下にある、ガタックホーンを模した2本のアンテナ・エクスホーンで仮面ライダーガタックの意思を受信し、無人自動走行を可能としている。またエクスホーンには、ヴォーテックス現象を防いで走行を安定させる役割もある。
車体後方に設けられたサイレンサーのテールパイプは、ゼクトルーパーのマスクと同じガルヴォルン製。テールカウルには帆を打ち出すソーラセール機能があり、クロップアップ中のブレーキシステムとして用いる。
- 撮影用車両のベース車種は、ホンダXR250 モタード。

エクスモード
戦闘用の第2形態。マイクロ波放電式イオンエンジンを動力とし、タイヤホイールからイオンエネルギーをビーム照射することによって空中を飛行する。
変形に際しては、ファンデルワールス力によってバイク型に分子結合していた本体が、仮面ライダーガタックの意思による電気信号を受けてキャストオフを行い、中央から左右に展開する。次いで低空飛行しながら、ヒヒイロノカネ製の2本の挟撃棒エクスアームを前方に突き出す。開閉するような動きを見せたエクスアームが並行になったところで固定されると、変形完了となる。
展開した車体の上部に出現した立ち位置エクスステップにガタックが乗り、意思を電気信号として伝えることで操縦する。また、自律飛行させることも可能である。
主な武器となるエクスアームは、敵を挟んで捕らえたり、突進して貫く以外に、本体から射出して対象を串刺しにすることもできる。
本体前方にある光子ビームライトは、高速移動時に遠距離への照射を行うほか、波長を変えれば高エネルギーのパルスビームを放ち、障害物を粉砕する。

## 仮面ライダーザビー
ZECTの精鋭部隊シャドウの隊長が変身するマスクドライダー。マスクドライダーシステムの第2号である。スズメバチをモチーフとしている。
ワームと戦うだけでなく、ZECTに属さず独自の行動をとる仮面ライダーカブトとも対立した。しかしテレビシリーズ後半では、ザビーゼクターがパーフェクトゼクターに装備されるようになったため、戦線に投入されることがなくなっていった。
フォーム
マスクドフォーム
第1形態。仮面ライダーカブト以上の防御力と怪力を誇る。
変身に際しては、空中から飛来したザビーゼクターを、「変身」の掛け声とともに左手のライダーブレスに装着する。するとゼクターも電子音声で「変身」と復唱し、金色の波動を放つ。腕から肩、さらに腹部・脚部・頭部とアーマーが形成されていき、最後にビーハイヴアイが緑色に発光して、変身完了となる。
銀色を主体に金色の縁取りが施されたマスクドアーマーで身を固める。肩部装甲hpポッドの、左側前面にある円形の部分にはザビー専用ゼクトマークが描かれており、シャドウ隊長であることを表す肩章となっている。緑色の六角形模様が並ぶ胸部装甲ビーハイヴチェストの内部には、高圧縮酸素が蓄えられており、高所における長時間の活動を可能としている。
額からV字に伸びるザビーアンテナは、常人の4倍以上の聴力を有資格者にもたらす。六角形を敷き詰めた形状の視覚器官ビーハイヴアイは、2キロメートル離れた目標物も瞬時に判別する。
第25話にて仮面ライダードレイクと組んでウカワームと戦った際、ライダーフォームでは敵の強烈なハサミ攻撃に耐えきれないと判断し、プットオンを行って防御力の高いこの形態での反撃を試みた。
- マスクはスモークのアクリル板をはめ込み、内側には太陽光や照明を透過しないように紗が張られている。

ライダーフォーム
格闘戦とジャンプ攻撃を得意とする第2形態。
変身に際しては、左腕のライダーブレスに装着されたザビーゼクターのゼクターウイングを持ち上げ、両ウイング間にあるバインドリングを回転させる。するとゼクターから緑色の光が走り、マスクドアーマーが浮き上がる。次いで「キャストオフ」と発声しながらゼクターを回転させるとアーマーがはじけ飛び、「チェンジワスプ」の電子音声が響いて、変身完了となる。
軽量ながらも頑強なライダーアーマーで身を守っており、胸部装甲ザビーブレストは金色に彩られている。銀色の肩部装甲ショルダーブレードは、タキオン粒子を波動に変換して先端に送り込むことにより、厚さ500ミリメートルの鉄板をも突き破る。
腰に巻かれたゼクトバックルの左右にあるトレーススイッチを押すと、ゼクターで生成されたタキオン粒子が全身に行き渡り、クロックアップ機能を使えるようになる。
額には3つの赤いOシグナルがあり、ワームのクロックアップによる時間軸の乱れを感知する。視覚器官コンパウンドアイは、不気味な印象を与えるスモークカラーとなっている。
ザビーの有資格者は変遷を重ねているが、いずれの人物もパンチを活用するボクシング風の戦闘スタイルを取っており、「仮面ライダーといえばキック」という一般的な認識がある中での際立った個性となっている。
- 撮影用スーツは、アップ用・アクション用の2種類が制作された。下に着込む黒いスーツは激しいアクション時に破損することがあることから、各アクターに合わせて数着が制作されている。胸プロテクターは前後分割式で、肩パーツもプロテクターにセットされていることから、アクションの妨げにならないギリギリの角度で造型されている。腹部に蜂の尾先にある白い針が来るため、ベルクロで別に固定されている。ボディーに塗られているゴールドは、銅との中間色のような非常に微妙な色合いとなっている。

ツール
ザビーゼクター
マスクドライダーシステムの心臓部となるスズメバチ型メカ。ジョウント機能により、有資格者がどんな場所にいても側に現れる。
背部のゼクターウイングを展開して、最高時速950キロメートルで飛行する。また、ボディ下部のスラスタースリットからタキオン粒子を噴射して、ジョウント移動を行う。
ゼクターウイングからタキオン粒子を波動として放つことで、敵を切り裂くことも可能である。
マスクドフォーム時、ゼクターウイングの間にあるバインドリングを持ちながらゼクター全体を180度回転させることで、キャストオフが実行される。ライダーフォーム時には、鋭い針ゼクターニードルが先端に飛び出て、仮面ライダーザビーの専用武器となる。
ハチ型のザビーゼクターは、集団のリーダーにふさわしい人物を有資格者として選ぶ性質がある。そして、その人物がリーダー性を喪失するようなことがあれば、戦闘中であっても見捨ててしまう。資格者は個人の戦闘能力を求められるだけでなく、リーダーとしての資質も問われるわけであり、他のゼクターと比べて選定基準が厳しいと言える。なお、いずれの有資格者もZECTの隊員であったため、ザビーゼクターにはZECTに所属する人物のみを選定対象とする機能が組み込まれているものと思われる。
- 撮影用プロップは、通常時、キャストオフ用ギミック、ゼクターニードル展開時、ライダースティング用の4種類が制作された。シーンに応じてブレスレットに固定されているものを使い分けている。

ライダーブレス
ザビーの有資格者が左手首に装着するブレスレット。通常は金色だが、マスクドフォームに変身中はアーマーが被さっているため銀色となる。
表側のセットアップサークルに、ザビーゼクターの装着を行う。裏側にはアポーツが設けられており、ゼクターをセットしてシステムが起動すると、物質生成装置からスーツやアーマーが形成される。

必殺技
ライダースティング
左手に装着したザビーゼクターの針先からタキオン粒子を流し込み、敵を原子崩壊させる。破壊力は17トン。

### 仮面ライダーザビーの変身者
ザビーゼクターに有資格者として選ばれた人物の胸には、ザビーの紋章が浮かび上がる。
矢車 想
変身回：第7 - 9話
ザビーの初代有資格者で、ゼクトルーパーシャドウ部隊の隊長。部下想いの性格で、完全調和「パーフェクトハーモニー」を信条としていた。
無駄な動きをなるべく少なく、ダメージを受けないように衝撃を掌底で受け止め、ローキックも放つアウトボックススタイルで戦う。
第9話にて、シャドウの指揮を放棄してまで仮面ライダーカブトへの追撃を強行したため、ザビーゼクターに見限られて変身の資格を喪失する。
第44話にて、影山を見放したザビーゼクターが再び矢車を選ぼうとするが、もはや矢車にその意思はなく拒絶。これにより仮面ライダーザビーの有資格者は誰もいなくなってしまった。

加賀美 新
変身回：第10話
2人目の有資格者。
後に変身する仮面ライダーガタック同様、がむしゃらで力任せ気味に暴れる戦闘スタイルを取る。
三島からカブト抹殺の任を与えられるが、コレオプテラワーム戦で助太刀に現れたカブトを攻撃することができず、自らザビーの資格を放棄した。

影山 瞬
変身回：第13 - 33, 44話
3人目の有資格者で、最も長く仮面ライダーザビーを務めた。当初は矢車の部下のシャドウ隊員として登場し、矢車の失脚後は新隊長になりあがるが、少女ゴンを人質にする作戦を取るなど、卑怯な性格が目立った。
矢車と同様のファイトスタイルを踏襲しつつ、典型的なボクサーのように拳を握った両腕で前方をガードしながら構え、パンチのみでひたすら攻撃する戦闘スタイルを取る。
第33話にて、すべてのゼクターを集めようとするカブトと対立するが、仮面ライダーキックホッパーとなって乱入してきた矢車に倒され、ザビーゼクターをカブトに奪われる。後になってゼクターはそれぞれの有資格者に返還されたが、そのとき影山はすでに仮面ライダーパンチホッパーとなっていたため、ザビーゼクターが返されることはなかった。
第44話にて、ZECTの管理下にあったザビーゼクターを田所修一から受け取った影山が、再度ザビーに変身する。しかし連携攻撃を訴えるガタックを無視してカッシスワームに挑みかかり、結果として敗北。またしてもゼクターに見捨てられてしまう。

三島 正人
変身回：第16話
ZECTの幹部で、正規の有資格者ではない。
空手のように重い正拳突きを主体とする戦闘スタイルを取る。
フォルミカアルビュスワーム戦で変身解除に追い込まれた影山の前に現れると、「戦い方を教えてやる」と言いながら、無理やりザビーゼクターを捕まえて変身。強烈なパンチを連続で叩き込み、ワームを爆死させた。

## 仮面ライダードレイク
風間大介が変身するマスクドライダー。マスクドライダーシステムの第3号である。トンボをモチーフとしている。
ドレイクの有資格者である大介の職業はメイクアップアーティストであり、ワームとの戦いを引き受けつつも、最後までZECTに所属することはなかった。とは言えZECT側も大介にマシンゼクトロンを支給するなどの接触はしており、管理を試みていたことがうかがわれる。
第35話では、ネイティブの立川大吾がドレイクグリップと結合した状態のドレイクゼクターを呼び寄せて、仮面ライダードレイクに変身した。これはネイティブだけが知っている、マスクドライダーシステムに隠された仕組みによるものと思われる。
フォーム
マスクドフォーム
第1形態。トンボの幼虫であるヤゴの能力を備えており、水中戦を得意とする。また、ライダー マスクドフォーム中で最高のジャンプ力を誇る。
変身に際しては、ドレイクグリップを握った右手を突き出すと、そこに空中から飛来したドレイクゼクターが降り立つ。次いで大介が「変身」と発声すると、ゼクターも電子音声で「変身」と復唱。青白い複眼状の光が右手から広がっていき、胸部・頭部・下半身を包み込んで、スーツやアーマーを形成する。最後にニンフフォーカスが発光して、変身完了となる。
青みがかったマスクドアーマーで身を固める。肩部のラングスリットから空気を取り入れて高圧縮酸素へと変換し、オキシジェンバルブを通じて全身に供給しているため、無骨なパイプ群が外見上の特徴となっている。
額の赤いソナーシグナルは、人間の4倍の聴力を備える。他のライダーの視野が上下左右130度であるのに対し、ドレイクの視覚器官ニンフフォーカスはより広く、上下左右160度の視野を確保している。
第28話で「大介が殺害されてワームになり替わられた」と欺かれた仮面ライダーカブト・ガタック・ザビー・サソードの4人は、仇を討つつもりで本物の大介が変身しているドレイクに襲い掛かり、各人マスクドフォームでの大乱闘に発展した。最終的にドレイクはガタックバルカンの射撃を浴びて海に叩き落されてしまったが、4人がかりの集中攻撃を受けてなお変身解除には至らず、防御力の高さを証立てた。
ライダーフォームからマスクドフォームに戻る際、カブトやガタックがゼクターをキャストオフとは逆に操作する必要があるのに対し、ドレイクは「プットオン」と口頭で指示するだけで実行できる。
- パイプ群はパーツを市販のパイプに巻き、スーツの着脱を容易にするため、ねじ込み式となっている。

ライダーフォーム
第2形態。ジャンプを織り交ぜて攻撃するなど、トンボの能力を活かした敏捷性で敵を翻弄する。
変身に際しては、ドレイクゼクター後部のヒッチスロットルを引く。すると青い放電とともに右腕や胸部の装甲が浮き上がり、顔面部が展開する。「キャストオフ」の掛け声でマスクドアーマーがはじけ飛ぶと、「チェンジドラゴンフライ」の電子音声が響いてフォースアイとOシグナルが発光し、変身完了となる。
胸部から右肩にかけて広がるヒヒイロノカネ製の保護具ドレイクバーンはトンボの翅に似た形状をしており、必殺技ライダーシューティングを放つ際に右肩の衝撃を吸収する役割を担っている。また右の手のひらには、タキオン粒子を変換した波動をドレイクグリップに送り込むためのエナジーサークルが刻まれている。
青いフォースアイにはタキオン粒子が流れており、通常の時空においてもクロックアップした敵を視認できる。額のOシグナルはクロックアップしたワームの時間軸の流れを感じ取って、その位置を把握する。
- 銃を構えた際に、左肩から胸アーマー、伸ばした右腕にかけてトンボが現れるデザインとなっている。
- マスクは『ビーロボカブタック』のキャプテントンボーグのデザイン手法がフィードバックされている。マスクはアップ用・アクション用の2種類が制作されている。

ツール
ドレイクゼクター
マスクドライダーシステムの心臓部となるトンボ型メカ。ジョウント機能を備えており、大介の意思に呼応して瞬時に時空を超えて出現する。
両の翅ゼクターウイングを広げ、時速950キロメートルで飛行する。また、ボディ下部のスラスタースリットからタキオン粒子を噴射して、ジョウント移動を行う。
ゼクターウイングからタキオン粒子を波動として放つことで、敵を切り裂くことも可能である。
ザビーゼクターのようにマスクドライダーの有資格者をZECTの隊員から選ぶ機能はなく、純粋にドレイクとしての資質の高さから大介を選んだものと思われる。
ドレイクグリップ
ドレイクゼクターを装着することで機能する変身アイテム。上部先端のコグニッションアンテナにより、3,000キロメートル圏内であればドレイクゼクターを召喚できる。
握る部分にはアポーツが設けられており、ゼクターをセットしてシステムが起動すると、物質生成装置からスーツやアーマーが形成される。ドレイクゼクターの設置と取り外しは、赤いロック&リリーススイッチを押すことで行う。
ドレイクゼクター（銃）
ドレイクゼクターとドレイクグリップを合体させれば、射撃武器として扱うことも可能となる。名称はそのまま「ドレイクゼクター」と呼ばれる。
レーザーポインター・ミラージュサイトで5キロメートル先の敵を捉え、サイクロトロン粒子加速器ツインバレルから収束させたイオンのビームを発射する。
銃身後部のヒッチスロットルを引くと、チャージアップによりタキオン粒子が倍加して噴出され、ライダーシューティングの光弾となる。
この銃の威力は水中でも衰えることはなく、第18話で仮面ライダーカブトと対決に及んだ際は、地上戦で手も足も出なかったドレイクが、水中戦で形勢を逆転させる要因となった。
- 撮影用プロップは、ライダー用にギミック有り、なしの2種類が制作されており、ギミックがあるプロップはトリガーの取り外しが可能で、ピンで固定され、商品と同様にギアによって可動する。ヒッチスロットルも引くことが可能だが、トリガーは固定されている。

必殺技
ライダーシューティング
ドレイクゼクターで生成されたタキオン粒子を光弾にして撃ち出し、5キロメートル先のワームをも粉砕する。
弾道が直線的なため、クロックアップした敵には避けられる場合がある。しかしウカワーム戦ではこの欠点を逆手に取り、1発目のライダーシューティングを避けられた後、クロックアップしての格闘戦に持ち込んで敵の立ち位置を射線上まで誘導。すかさず再度ライダーシューティングを放ち、背後から迫る1発目と正面からの2発目とでウカワームを挟み撃ちにするという頭脳戦法で勝利した。

## 仮面ライダーサソード
神代剣が変身するマスクドライダー。マスクドライダーシステムの第4号である。サソリをモチーフとしている。
有資格者の剣はイギリスの名門ディスカビル家の末裔であり、最愛の姉の命を奪ったワームへの憎しみから、戦いに身を投じた。貴族のたしなみとして身に着けたフェンシングの高い技量が、サソードの最大の武器である。
サソードがZECTに所属することはなく、その代わり「ワーム1体倒すごとに120万円の報酬を得る」という契約を交わしていた。剣の標的はあくまでワームであり、ZECTから仮面ライダーカブトの打倒を指示されても突っぱねるなど、強気の姿勢を崩さなかった。しかしサソードを上回る戦闘能力を誇る仮面ライダーガタックが登場すると、ほとんど用済み扱いにされてしまった。
第36話では、ネイティブであることを剣に見破られた立川大吾が、サソードゼクターを呼び出して変身した。
- 当初は妖刀村正のように、資格者に刀のみが渡っていく予定も考えられていた[10]。

フォーム
マスクドフォーム
パワーと防御力に優れた第1形態。頭部から分泌される猛毒など、このフォーム専用の機能も多い。
変身に際しては、剣の心の中での呼びかけに応えて出現するサソードゼクターを、「変身！」と叫びながらサソードヤイバーに装着する。光を放つサソードヤイバーを基点として、全身がアーマーに包まれていき、最後にサイクロプスコープが輝いて、変身完了となる。
臙脂色に彩られたマスクドアーマーで身を固める。右胸のブラッドコアでクロロトキシンを含んだナノ粒子構造体を造り出し、体内酸素濃度をアップさせるポイズンブラッドとして、両肩のブラッドタンクに500 ccを備蓄。ポイズンブラッドは、オレンジ色のチューブ・ブラッドべセルを通じて全身に行き渡り、有資格者の肉体を活性化させる。なお、ブラッドべセルを触手のように伸ばして敵を捕らえる戦法も可能である。
左の太ももには、サソードヤイバーを納めるためのヤイバーホルスターが設けられている。
緑色で一つ目状の視覚器官サイクロプスコープは、3キロメートル離れた目標物も瞬時に判別する。頭頂部からうねるように横向きに伸びたサソードアンテナは、常人の4倍の聴力を発揮する。戦闘時にはサソードアンテナの先端から、黒い毒液が滴る。
第29話にて、ソバ屋のアルバイトで出前に行った帰りに数体のワームサナギ体と遭遇した剣は、サソード マスクドフォームに変身して戦闘に突入。左手でサソードヤイバーを振るいながらも、右手に持ったソバのせいろを落とすことはなく、抜群のバランス感覚を披露した。
- サソリ＝毒というイメージからエネルギータンクとそこから伸びる無数のチューブを着想しているが、スーツが重くなってアクションがしづらくなることから、チューブの本数を初期デザインから減らし、軽量な医療用チューブを使用している。肩と背中にあるブラッドタンク内で伸びたチューブをわざと遊ばせ、空気パックを仕込むことで、遠目から見ると毒液を湛えたような視覚効果を生んでいる。

ライダーフォーム
サソードヤイバーを駆使した接近戦を得意とする第2形態。
変身に際しては、サソードゼクターの尻尾にあるサソードニードルをサソードヤイバーに押し込むと、白い放電が走って各部のマスクドアーマーが浮き上がる。次いで「キャストオフ」と発声するとアーマーが吹き飛び、「チェンジスコーピオン」と電子音声が響く。最後にOシグナルとクロウアイが発光して、変身完了となる。
サソリをかたどった紫色の胸部装甲サソードブレストから、尾が伸びて体全体に巻き付く左右非対称のシルエットとなっている。鋭く尖った肩部装甲ショルダーブレードが、胸のサソリのハサミ部分にあたる。黒いサインスーツのディテールは、他のライダーと異なる。
手のひらには、タキオン粒子の波動をヤイバーに送り込むためのエナジーサークルが刻まれている。仮面ライダードレイクのエナジーサークルは利き手のみだったが、サソードは剣の使い手であることから左右対称となっている。
頭部もまたサソリをかたどっており、青緑色の視覚器官クロウアイがハサミに、サソードアンテナが尾にあたる。額にはワームのクロックアップを感知する、赤い3つのOシグナルがある。

ツール
サソードゼクター
マスクドライダーシステムの心臓部であるサソリ型メカ。他のゼクターと異なり飛行することはないが、時空を寸断するジョウント機能を備えているため、能力で劣るわけではない。
8本の足サソードステップにより、地上を時速800キロメートルで走行する。また、本体下部のスラスタースリットからタキオン粒子を噴射することで、ジョウント移動を行う。
両腕の爪ゼクタークロウは、地中を掘り進む際に用いられる。尻尾部分のゼクターニードルを押し込む動作で、キャストオフや必殺技を発動させる。
有資格者として選ばれた神代剣の正体は、本物の剣を殺害してなり替わったまま記憶を失ったワームだったのだが、サソードゼクターが彼をワームの擬態と認識していたのかは不明である。サソードとしての資質の高さを優先した結果、敢えてワームの擬態である剣を選んだとも考えられる。
- 撮影用プロップはネジ留め式で、ヤイバーからの取り外しが可能。

サソードヤイバー
刀型変身ツール。刀身の付け根にある凹凸部セットアップホルダーにサソードゼクターをセットするとシステムが起動し、柄部分のアポーツグリップの物質生成装置からスーツやアーマーが形成される。
ゼクターの設置と取り外しは、ロック&リリーススイッチを押すことで行う。また別のスイッチ・フルスロットルを押すと、ゼクター内部からタキオン粒子が噴出してヤイバーの切れ味を高める。
天道総司がすべてのゼクターを集めようとした際、神代家の財政が逼迫していたことに目をつけて、サソードゼクターとサソードヤイバーの買取りを打診した。これに対して剣は、特に躊躇することなく、ゼクターとヤイバーの重量と釣り合うだけの札束を要求した。具体的な売却金額は不明だが、数百万円であったと考えられる。後になってゼクターが返却されるまで、神代剣は家宝の名剣ディスカリバーでワームと戦っていたが、サナギ体を5体まとめて切り伏せるほどの腕前を見せた。
- 撮影にて剣が使用しているものとサソードが使用しているものは縮尺が異なる。

必殺技
ライダースラッシュ
サソードニードルをサソードヤイバーに押し込むことで、チャージアップされたエネルギーをポイズンブラッドと混合させた光子に変換し、ヤイバーの刃先に集中させて敵を切り裂く。
チャージした光子を白い光の刃の形で発射し、離れた敵を両断するパターンもある。
ショルダータックル
ショルダーブレードにタキオン粒子を変換した波動を送り、敵の体に叩きつけて原子崩壊させる。
劇中未使用。

## ホッパータイプ
ホッパータイプは、ZECTの幹部にすら存在を伏せて加賀美陸が極秘裏に開発したマスクドライダーシステムで、ショウリョウバッタをモチーフとしている。強化する能力に応じてキックホッパーとパンチホッパーの2形態に分かれるが、いずれもマスクドフォームを持たず、直接ライダーフォームに変身する。
キックホッパーとパンチホッパーを構成するパーツがほぼ共通であることから、過去のライダーの機能が簡素化された量産型ライダーのプロトタイプであると思われる。
加賀美陸はZECTを陰から支配するネイティブへの対抗手段を考えていたため、ZECTとは異なる勢力を形成するためにホッパータイプを開発させたと考えられる。ホッパータイプはベルトにゼクターをセットして変身し、肉弾戦を主体とするなど、仮面ライダーカブトや仮面ライダーガタックとの共通点が多く、この両者と協力してネイティブに立ち向かうことを想定していたのかもしれない。また、あるいはZECTから放逐される事態を見越して、ホッパータイプを加賀美陸直属の護衛とする意図があった可能性もある。
- 当初は目的に応じて1人が2種類のライダーに変身するというアイデアであった[158]。
- マスクは後頭部にバッタの足に当たる部分が来るデザインになっており、頭と足の間が空間になっているため、マスクを被ってから爪で足を挟み込むものとなった[159]。視界は、過去の仮面ライダーと同様に眼の横の黒いスリットから得ている[160]。撮影用スーツは、1体が制作され、眼の内側を入れ替えている[161]。

ツール
ホッパーゼクター
マスクドライダーシステムの心臓部であるショウリョウバッタ型メカ。
左右の面がそれぞれ緑色と茶色に分かれたリバーシブル構造で、どちらの面を表にしてゼクトバックルにセットするかによって、変身形態をキックホッパーとパンチホッパーとに使い分けることができる。しかし劇中では、2人の有資格者が1個ずつゼクターを所有し、それぞれ特定の形態にのみ変身していた。
尾部のイオンエンジンを噴射し、時速950キロメートルの速さで跳びはねながら有資格者のもとに現れる。また、脚部のスラスタースリットからタキオン粒子を噴射して、ジョウント移動を行う。
脚部はゼクターレバーともなっており、タイフーンを基点として持ち上げ、逆方向に向けることでタキオン粒子の噴出量を倍加させるチャージアップを行い、ライダージャンプを発動させる。そしてジャンプ後にレバーを元の向きに戻すことで、必殺技につなげるのである。
ゼクトバックル
仮面ライダーザビーや仮面ライダードレイクらが使用している物と同型のベルト。
ホッパータイプ用の物は上部のボタンを押すことでバックル部分が展開し、そこにホッパーゼクターをセットする構造となっている。
- 撮影用プロップは、玩具を色替え・ディテールアップしたもので、玩具同様にボタン操作によって展開する。

### 仮面ライダーキックホッパー
矢車想が変身する、マスクドライダーシステムの第6号。
かつて仮面ライダーザビーの有資格者であった矢車は、ZECTを去ったのちにホッパーゼクターを手に入れて再登場。自らと同じくZECTから放逐された影山瞬にもう1個のホッパーゼクターを授け、地獄兄弟なるコンビを結成した。彼らがZECTに戻ることはなく、かといって仮面ライダーカブトや、ワームに与することもなく、気まぐれに戦い続けた。
変身に際しては、ゼクトバックル上部のボタンを押して、バックルの中央部を開く。次いでホッパーゼクターがジャンプしながら出現するので、これを左手でつかみ、「変身」と発声しながらゼクターの緑色の面を表にして、左側からバックルにセットする。すると合成音声が「ヘンシン」と復唱し、バックルを起点としてアーマーが全身に形成されていく。最後に「チェンジキックホッパー」の電子音声が響いて、変身完了となる。
軽量ながらも頑強なライダーアーマーで身を守っており、ヒヒイロノカネ製の胸部装甲ホッパーブレストは緑色に彩られている。両肩は鋭く尖ったショルダーブレードとなっている。左足にはアンカージャッキが設けられており、ゼクターと連動して作動することでキックの威力を高める。
赤い複眼コンパウンドアイは、2キロメートル先の目標物も瞬時に判別する。額のOシグナルは敵のクロックアップによる時間軸の乱れを感知し、その上にそびえたつ角ホッパーホーンは常人の4倍以上の聴力を与える。
その名の通りキックを主体とした戦法を取り、前蹴り・回し蹴り・飛び蹴りといった多彩なキックを連発して敵を追いつめる。また、銃弾を蹴ってはじき落すなど、防御にもキックを用いる。単独戦闘はあまりせず、地獄兄弟の契りを結んだ仮面ライダーパンチホッパーと組んで戦うことがほとんどである。さらに第42話では仮面ライダーサソードを加えた3人で戦ったり、第44話では仮面ライダーカブト、仮面ライダーガタックとの合体技トリプルライダーキックを決めるなどしている。
- 脚部ジャッキは可動タイプと固定された二つのパーツのコンバージョンが可能となっている[159]。アップ用モデルはバネ仕掛けになっている専用のものが制作され、第33話で使用された[159]。

必殺技
ライダージャンプ
ホッパーゼクターのゼクターレバーを持ち上げ、「ライダージャンプ」の電子音声とともに高く跳躍する。
自らジャンプする代わりに力を敵にぶつけ、空中に突き上げる応用技もある。
ライダーキック
ライダージャンプで跳び上がった後に放つ必殺キックで、破壊力は仮面ライダーカブトのライダーキックを上回る20トン。
蹴った反動で宙返りしてキックを繰り返し、複数の敵を撃破することも可能。
ショルダータックル
ショルダーブレードの先端にタキオン粒子を変換した波動を送り込み、敵に叩きつける。
劇中未使用。

### 仮面ライダーパンチホッパー
影山瞬が変身する、マスクドライダーシステムの第7号。
影山は仮面ライダーザビーの有資格者であったが、ZECTから放逐されてしまい、変身能力を喪失した。そこに、同じくZECTを捨てた矢車想からホッパーゼクターを授けられ、新たにパンチホッパーの有資格者となった影山は、矢車と義兄弟の契りを交わす。彼らは他のマスクドライダーやZECT、そしてワームにも、気まぐれな態度で戦いを挑むのであった。
変身に際しては、影山の意思に応えてホッパーゼクターが出現するので、これを右手でつかみ、「変身」と発声しながらゼクターの茶色の面を表にして、右側からバックルにセットする。すると合成音声が「ヘンシン」と復唱し、バックルを起点としてアーマーが全身に形成されていく。最後に「チェンジパンチホッパー」の電子音声が響いて、変身完了となる。
軽量ながらも頑強なライダーアーマーで身を守っており、ヒヒイロノカネ製の胸部装甲ホッパーブレストは茶色に彩られている。両肩は鋭く尖ったショルダーブレードとなっている。右腕にはアンカージャッキが設けられており、ゼクターと連動して作動することでパンチの威力を高める。
白い複眼コンパウンドアイは、2キロメートル先の目標物も瞬時に判別する。額のOシグナルは敵のクロックアップによる時間軸の乱れを感知し、その上にそびえたつ角ホッパーホーンは常人の4倍以上の聴力を与える。
単独戦闘はあまりせず、通常は仮面ライダーキックホッパーとのコンビで活動する。第37話では単身でレプトーフィスワームに挑むものの苦戦を強いられ、2度目の対戦では変身解除に追い込まれていることから、パンチホッパーは単独戦闘を不得手としており、キックホッパーとのコンビネーションでこそ実力を発揮できると言える。
- 頭頂部には仮面ライダー1号や仮面ライダー2号を彷彿とさせる触角が描かれている[172]。撮影用のスーツでは、シーンに応じてアンカージャッキを固定式と可動するタイプのものとにコンバージョンしている[172]。

必殺技
ライダージャンプ
ひととび39メートルの跳躍力を発揮して、空高く舞い上がる。
自らジャンプする代わりに力を敵にぶつけ、空中に突き上げる応用技もある。
ライダーパンチ
ライダージャンプで跳び上がった後に放つ必殺パンチで、破壊力は19トン。
上から打ち込むばかりではなく、アッパーカットのように下から突き上げるパターンもある。
ショルダータックル
ショルダーブレードの先端にタキオン粒子を変換した波動を送り込み、敵に叩きつける。
劇中未使用。

## 仮面ライダーダークカブト
擬態天道総司が変身するマスクドライダー。カブトムシをモチーフとしている。
ネイティブがエリアXで実験を重ねて完成させた、仮面ライダーカブトの試作型であり、色を除く外見とスペックはカブトと同じである。
有資格者はもともと拉致されてきた地球人の少年だったが、エリアXでネイティブが行っていた人間を同胞に変える実験の被験者にされ、その最初の成功例となった。ネイティブとなった少年は天道総司に擬態させられたうえで、様々な実験に利用されてきた。その後、ZECTの実験の影響で日下部ひよりとともに異空間へ飛ばされた擬態天道は、本物の天道の人格を写し取っているためにひよりを守ろうとする意思を抱き、彼女を現実世界に連れ戻そうとする本物の天道の打倒を決意。幾度も激しい攻防を繰り返したが、ダークカブトには強化形態がないため、カブトがハイパーフォームになると手も足も出せず、最終的に敗北した。
フォーム
マスクドフォーム
防御力とパワーに優れた第1形態。
変身に際しては、擬態天道が変身の意思を示すとダークカブトゼクターが飛来するので、これを手に取る。次いで「変身」の掛け声とともにゼクターをライダーベルトにセットすると、電子音声が「ヘンシン」と復唱して、マスクドアーマーが体を覆っていく。最後にコンパウンドアイが発光して、変身完了となる。
全身を銀と赤に彩られたマスクドアーマーで包まれている。肩部装甲hpポッドの、左側前面にある円形の部分にはゼクトマークが描かれている。両腕のマニュピレーターアームの働きにより、25トンもの重量物を片手で長時間保持できる。
額からV字に伸びるカブトレシーバーは、常人の4倍以上の聴力を有資格者にもたらす。視覚器官コンパウンドアイは黄色で、大きな一つ目の形状をしている。
第47話にて、ビルから落下しながら仮面ライダーカブトと交戦していたダークカブトは、ライダーキックを放つと見せかけてプットオンを行い、マスクドフォームのパワーでカブトを地面に叩きつける奇襲戦法を試みた。しかしハイパーフォームに強化変身を遂げたカブトに回避されてしまい、自分だけが地面に叩きつけられる結果に終わった。
ライダーフォーム
瞬発力を活かした格闘戦で威力を発揮する第2形態。
変身に際しては、ダークカブトゼクターのゼクターホーンを起こすと、マスクドアーマーが浮き上がって発光する。次いで「キャストオフ」と発声しながら右手でゼクターホーンを左から右に倒すと、ゼクターのセブンダイヤルカバーが赤く発光。マスクドアーマーが吹き飛び、カブトホーンが起き上がったのち、コンパウンドアイが光って変身完了となる。
軽量ながらも頑強なライダーアーマーで身を守っており、ヒヒイロノカネ製の黒い胸部装甲カブトブレストの表面には、赤い回路部分が露出している。足先のライダーストンパーは、ダークカブトゼクターでチャージアップされたタキオン粒子を波動に変換して、必殺キックの威力を高める。
そびえたつ角カブトホーンは、聴力を一般人の4倍以上に高める。額のOシグナルは、ワームのクロックアップを感知する。ダークカブト自身がクロックアップしていなくとも、コンパウンドアイにはタキオン粒子が流れているので、クロックアップ中の敵を視認できる。
『仮面ライダーディケイド』第20, 21話では、マスクドフォームを経ずに直接変身する。
- 撮影用スーツはカブトの改造ではなく、新規造形のものが1着製作された。マスクは眼のパーツをシーンに応じてコンバーチブルで変える2WAY式となっている。軟質素材による超軽量のマスクが製作されたが、本編では未使用となっている。劇場版のライダー同様、胸パーツのみがプロテクターから外れる形式となっている。

ツール
ダークカブトゼクター
ネイティブが最初に開発したカブトムシ型のゼクター。黒を主体とした配色になっている以外、機能や性能はカブトゼクターと同一である。
他のゼクターとは異なり、擬態天道専用のゼクターであり、有資格者を選ぶことはなかった。
ライダーベルト
変身時にゼクターをセットするためのベルト。
おそらくネイティブから渡されたものと思われるが、詳細は不明である。
ゼクトクナイガン
ダークカブトに与えられた専用武器。性能はカブトクナイガンと同等で、戦況に応じた3つの形態で用いられる。
ジョウントされて送られてくる電子エネルギーを、エナジーチャンバーに集積させて稼働する。
仮面ライダーカブトとの戦いで何度となく使用されたが、互いにクナイガンの技量を競っても決着をつけるには至らず、途中で放り投げられてしまうことが多かった。テレビシリーズでは真価を発揮することのなかった武器と言える。
ガンモード
マスクドフォームとライダーフォームの双方で使用される銃形態。銃把グリップアダプターを持って構える。
3点式レーザーポインター・ダットサイトで3キロメートル先の敵をも捉え、小型サイクロトロン粒子加速器スナッピングバレルでイオンのビームを収束し、高出力電子管ガンマズルから紫色の光弾を放つ。
アックスモード
主にマスクドフォーム時に使用される斧形態。スナッピングバレルを持って構える。
ガンモードのグリップエンド部に装備された刃先バヨネットアックスをエネルギー電子によって超高熱化し、触れるもの全てを裂断する。
なお、カブトクナイガンでは刃の付け根に赤いラインが入っていたが、ゼクトクナイガンのラインはオレンジ色になっている。
クナイモード
主にライダーフォーム時に使用されるクナイ形態。スナッピングバレルを持って構える。
ガンモードのフレームストッパーを左右同時に押すことで、クナイフレームが外れて出現する刀身クナイカッターからはイオンビームが放たれ、10メートル圏内の敵を切り刻むことができる。
なお、握り手を保護するハンドガードのフレームの色は、カブトクナイガンでは赤だったが、ゼクトクナイガンはグレーになっている。またゼクトクナイガンのクナイカッターには、ZECTマークが3つ刻印されている点も、カブトクナイガンと異なる。
- プロップは劇場版のライダーが使用していたもの。

必殺技
ダークライダーキック
タキオン粒子を波動に変換して打ち込む、破壊力19トンのキック。回し蹴りや跳び蹴りの形で放たれる。
仮面ライダーカブトとの初戦では、性能上は互角にもかかわらずライダーキックの打ち合いでダークカブトが押し勝っているが、これはこの時点においてダークカブトの闘争心のほうが高かったためと考えられる。
アバランチブレイク
ゼクトクナイガン アックスモードの刃先を超高温に変え、敵を切り裂く。
アバランチシュート
ゼクトクナイガン ガンモードのイオン光弾を連続発射し、敵を爆発させる。
アバランチスラッシュ
ゼクトクナイガン クナイモードの刃先からイオンビームを放射して、敵を斬る。

## ゼクトルーパー
ZECTの実働チームの戦闘要員で、訓練を受けた人間が強化服を着用した姿。単独で行動することはなく、必ずチームを組んでワームとの戦闘に臨む。出動の際は、ZECTの搬送車で現場に赴く。
スペクトラ繊維製で鋼鉄の5倍の強度を持つ黒い戦闘服BDU（バトルドレスユニフォーム）をまとい、その上に鋼鉄の10倍の強度を持つスペクトラプレートと、衝撃吸収材のトラウマパッドで構成された黒いボディアーマーを胸と手足に装着している。ガルヴォルン製の軽量ヘルメットフェイスヘルムのポインターと額から伸びる2本のメカニカルアンテナで、隊長やZECT指揮車から指揮官の指示を受けて戦う。
ワームのサナギ体が相手であれば対抗できるが、クロックアップ機能を持たないため、超高速移動するワーム成虫体には歯が立たない。
- 撮影用スーツは、初期に6体分が作成された[186]。その後、一部のスーツは次作『仮面ライダー電王』のレオソルジャーに改造された[189]。

ツール
マシンガンブレード
ゼクトルーパーの共通携行武器で、総弾数3,000発のホローポイント弾を内装するアタッチメント式マシンガン。重量は9.8キログラム。手を暴発や衝撃から保護するアームガードや多弾数マガジンが特徴的なため、普通の銃とは異なる形状で右手にはめるようにして持つ。
トリガーを引く際に任意で発射弾数を変える可変バースト機能を備えており、通常の発射速度は600発 / 分。最大射程は2,000メートルを誇り、徹甲・炸薬・焼夷弾を装填選択することも可能。
白兵戦時には、先端に内蔵された厚さ30ミリメートルの鉄板を切り裂くことができるウーツ鋼鉄製のブレードを展開する。
スーツを着用しなくても使用できるため、加賀美が普段着で使用したこともある。
強化型マシンガンブレード
劇中未登場。銀色になり先端に伸びるノズル部分やブレード部分が大型化している。
発煙弾
撤退時に目くらましとして使用する。
閃光弾
精鋭部隊シャドウが使用し、ワームの脱皮を一時的にだが阻止した。
アンチミミック弾
ワームの擬態能力を一時的に無効化する物質を散布する砲弾。
研究はされていたが、生成できたのは偶然の結果であり、3発しか実装されなかった。
バズーカ
マシンガンブレードよりも、その破壊力は大きい専用のバズーカ砲。
アントロイド
劇中未登場。フィギュア玩具「COR（キャストオフライダー）シリーズ」の「COR6 ゼクトルーパー」に付属した。書籍『超全集』では「強化装備案」として紹介している。
特殊装備のパワーアームユニット・ガトリングユニット・フライトユニット・シールドユニットを組み合わせることで完成するアリ型のメカ。

### バリエーション
シャドウ（ザビー部隊）
ZECT本部直轄の精鋭部隊で、フルフェイスヘルムに1本、BDU体側面には2本の金色のラインが入っている。
ワーム殲滅や、隠密部隊としての役割も担っており、組織の不利益となる存在の抹殺指令などが下される。
通常のゼクトルーパーが指揮車からの指示を受けて戦うのに対し、シャドウはリーダーも直接戦闘に参加する。基本的には仮面ライダーザビーの有資格者が隊長を務めるが、天道総司が「天道寺総司郎」の偽名でZECTに潜入したときは、中央が金色になった独自のフルフェイスヘルムを着用して指揮を執っていた。
「完全調和」をスローガンに、統率の取れた行動を理想とする反面、有能な指揮者を失うと戦闘力は激減し、影山が追放された後の指揮官は不明となっている。
- 撮影用スーツは、通常のゼクトルーパーに現場でテープを貼り付けることで表現している。

見習い隊員
実戦に投入される前の人員で、BDUは黒だがフルフェイスヘルムとアーマーは白になっている。
訓練で好成績を修めれば、一般隊員に昇格できる。
- 撮影用スーツは、劇場版に登場した「ネオトルーパー」をリペイントしたものを使用している。